# Fritz Bally
Fritz Bally (* 24. Oktober 1823 in Schönenwerd; † 19. Dezember 1878) war ein Schweizer Unternehmer und Mitbegründer der Bally Schuhfabrikation.
1849 übernahmen Fritz Bally und sein Bruder Carl Franz Bally die Hosenträger- und Elastique-Fabrikation ihres Vaters Peter Bally. 1851 erweiterten sie das Unternehmen um die Schuhfabrikation, die mit erheblichen Risiken und Investitionen verbunden war. 1854 stieg Fritz Bally nach Unstimmigkeiten aus dem Unternehmen aus. Er führte zusammen mit seinem Schwager die «Schuh-Elastique-Fabrikation» unter dem Namen «Bally & Schmitter» in Aarau weiter. Das Unternehmen wurde 1903 durch den Sohn Eugen Bally II liquidiert.
Fritz Bally heiratete 1849 Adeline Schmitter aus Aarau. Sie hatten vier Kinder: Eugen Bally (* 1850), Alice Bally (* 1852), Olga Bally (* 1854) und Fritz Bally II (* 1858). Ein Enkel von Bally war der Botaniker Walter Bally.